# 小川敦史
小川 敦史（おがわ あつし、1969年（昭和44年）4月2日 - ）は、日本の俳優。旧名：小川 敦志（読み同じ）。宮城県仙台市出身。元ビッグアップル所属。

## 略歴
東北工業大学中退。舞台芸術専門学校を卒業後、無名塾に入塾、俳優としての活動を開始。
1996年（平成8年）、特撮テレビドラマ『超光戦士シャンゼリオン』に黒岩省吾 / 暗黒騎士ガウザー役で出演。同役については、オーディションの段階から自分のために書かれた台本だと感じるほど理解しやすい役であったと述べている。
2000年（平成12年）、小川敦史に改名。
プロデュース劇団として遊劇會を主宰。出演のみならず、製作、脚本、演出、映画監督までも務める。

## 出演

### テレビドラマ
- 忠臣蔵 風の巻・雲の巻（1991年）赤穂浪士 役
- 吉本最後の日（1992年）
- シチリアの龍舌蘭（1994年）テオレマ 役
- 超光戦士シャンゼリオン（1996年）黒岩省吾 / 暗黒騎士ガウザー 役[1]
- 金曜エンタテイメント「年の差カップル刑事 お父さんは許しません」（1998年）玄田刑事 役
- OLヴィジュアル系（2000年）
- 仮面ライダーシリーズ
  - 仮面ライダーアギト（2001年）沢木哲也 役[1]
  - 仮面ライダー555（2003年）南雅彦 役
  - 仮面ライダーカブト（2006年）東省吾 役
  - 仮面ライダーキバ（2008年）棚橋 役
- 金曜エンタテイメント「年の差カップル刑事2 お嬢さんを私に下さい」（2001年）玄田刑事 役
- 星新一ショートショート「地球から来た男」（2008年）研究主任 役
- 星新一ショートショート　ベストセレクション（2009年）

### CM
- 日清食品「焼そばUFO」ヤキソバニー編（1995年）
- コナカ（1995年）
- オプティム（1997年）
- 朝日新聞「紙めーる」（2010年）
- 国税庁　平成22年度確定申告（2011年）

### 映画
- ビーバップ・ハイスクール（1992年）
- 神は天に在り、世は全て事も無し。（2000年）小川敦志製作、脚本、監督、出演[1]
- 劇場版 仮面ライダーアギト PROJECT G4（2001年）沢木哲也 役
- messege（2011年）医師役　中井庸友監督

### 舞台
- イーハトーボの劇列車（1990年）福地第一郎 作：井上ひさし
- シラノ・ド・ベルジュラック（1990年）鼓手、騎兵隊、料理人 作：ロスタン
- 令嬢ジュリー（1991年）村人 作：ストリンドベリー
- お富と新公（1994）新公　主演 ※演出も担当 原作：芥川龍之介『お富の貞操』
- ホモ・セクシャル ホモ・サピエンス（1996年）モリーナ　主演 ※脚色、演出も担当 作：プイグ
- レターズ（1998年・2002年）アンディー ※演出も担当 作：ガーニー
- プールソニャック氏（2000年）スブリガニ 作：モリエール
- 虎（2002年）ベン主演 作：マレー・シスガル
- にせサザ江さん（2002年）首領
- ドストエーフスキーの妻を演じる老女優（2003年、2004年）彼  主演 作：ラジンスキー
- 井上印★場面缶詰（2004年）主要4役 作：井上ひさし 台本：赤木三郎
- 嗚呼、若松河田（2005年）コンサルタント小川 作：中山浩
- 狐とぶどう（2007年）主演　アイソポス 作：フィゲイレド
- 花飾りも帯もない氷山よ（2008年）主演　演出、制作も担当　作：清水邦夫
- 朝に死す（2008年）主演　演出、制作も担当　作：清水邦夫

### ライブ
- 虚虚実実の妄誕の中で　（1996年）企画、製作、演出、出演
- LIVE-SIZE 等心大vol.1（2003年）企画、演出、構成、ボーカル

### その他
- 超光戦士シャンゼリオン「ラジオドラマ 雪山の一夜」（2003年、DVD-BOXの特典）黒岩省吾 役